# Aetingen
Aetingen est une localité et une ancienne commune suisse du canton de Soleure, située dans le district de Bucheggberg.

## Histoire
Le 1er janvier 2014, elle a fusionné avec ses voisines d'Aetigkofen, Bibern, Brügglen, Gossliwil, Hessigkofen, Küttigkofen, Kyburg-Buchegg, Mühledorf et Tscheppach pour former la nouvelle commune de Buchegg.

## Culture et patrimoine

### Monuments et curiosités
- L'église paroissiale réformée a été construite en 1502 puis agrandie à la fin du 17e siècle. Elle forme un ensemble pittoresque avec le presbytère daté de 1654, la grange paroissiale de 1794 et la petite maison prébendière[1].